# Malix
Malix ist ein Dorf in der Gemeinde Churwalden, Kanton Graubünden, Schweiz. Bis zum 31. Dezember 2009 bildete es eine eigenständige Gemeinde.

## Geographie

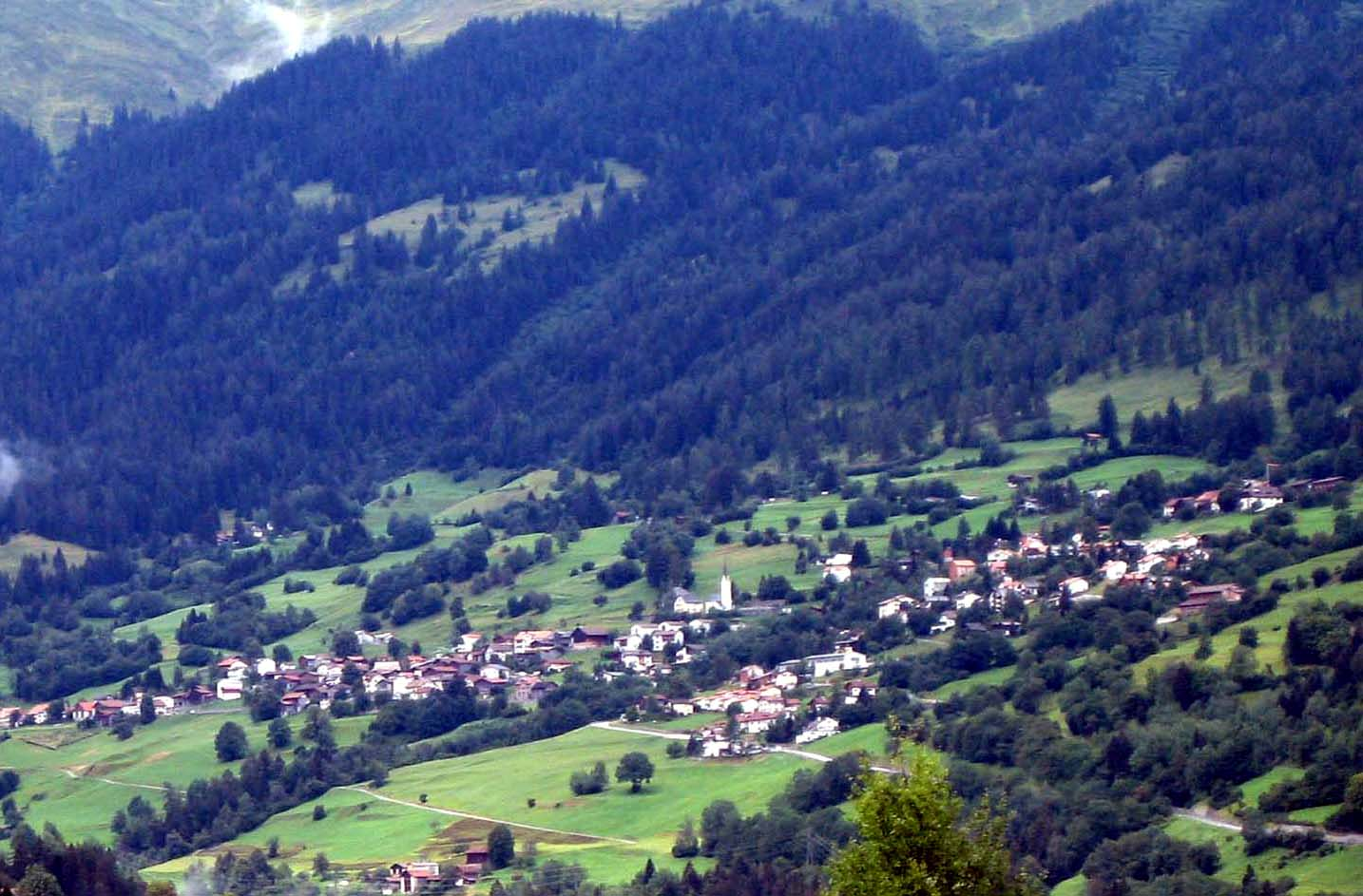
Blick auf Malix

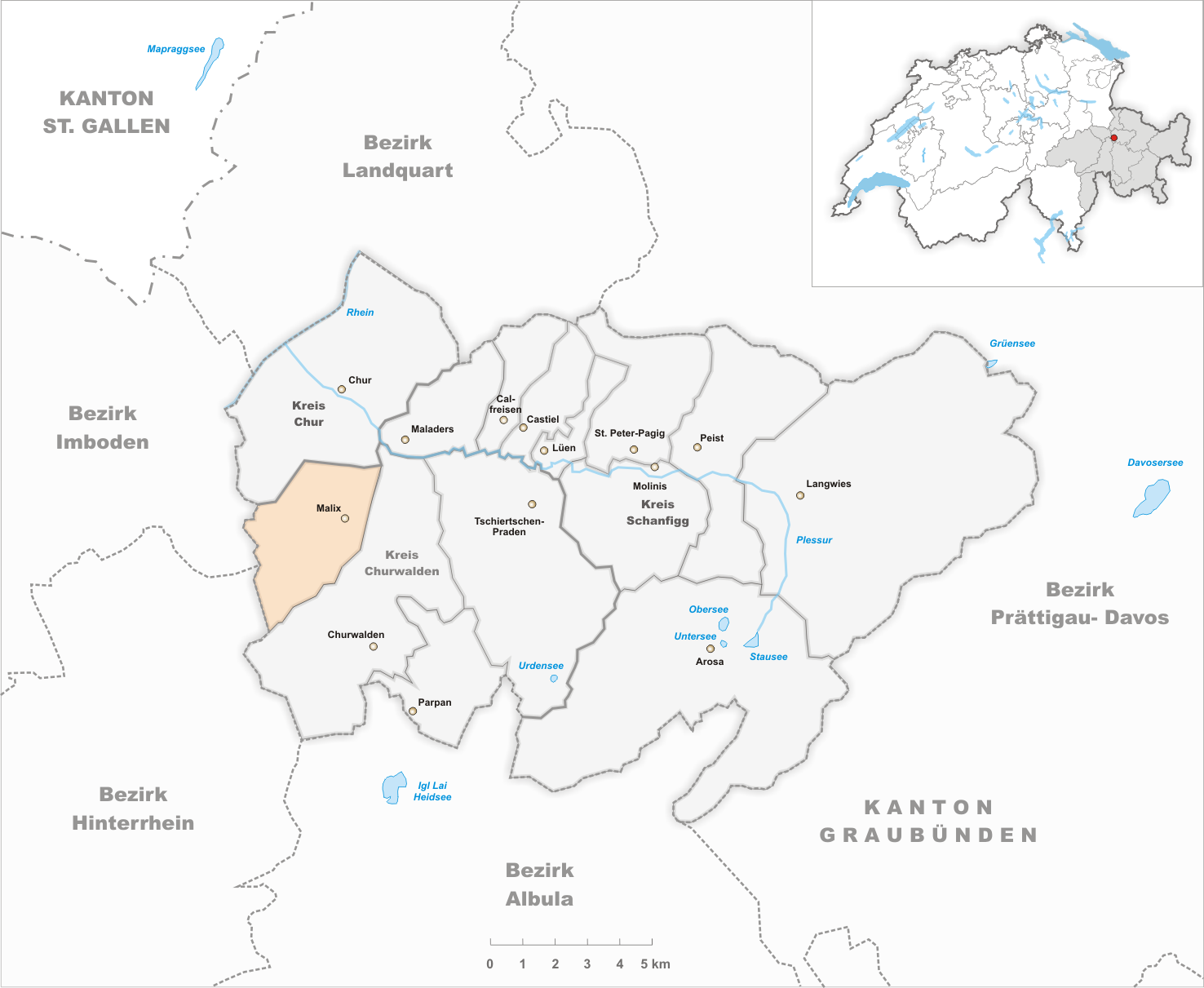
Gemeindestand vor der Fusion am 31. Dezember 2009

Historisches Luftbild von Werner Friedli von 1954

Malix liegt vier Kilometer (Luftlinie) südlich von Chur im Churwaldnertal an der Strasse auf die Lenzerheide. Das Gemeindegebiet umfasst die linke Flanke des unteren Churwaldnertales vom Talfluss Rabiusa (tiefster Punkt bei der Passugger Mühle, 760 m ü. M.) bis zum Grat des nördlichen Ausläufers der Stätzerhornkette mit dem Dreibündenstein. Dort wird, ganz im Südwesten des Territoriums, an der Windegga der mit 2282 m höchste Punkt erreicht. Neben dem auf einer Hangleiste gelegenen Haufendorf Malix gehören zur Gemeinde die Weiler Kreuz (nördlich, an der Strasse nach Chur) und Spina (südwestlich, am gleichnamigen Tobel) sowie einige Maiensässe.
Im Jahr 1997 wurden 42 % der Gemeindefläche landwirtschaftlich genutzt, der Wald nahm 47 % ein, die Siedlungen 5 %. Als unproduktiv galten 6 %.
Nachbargemeinden waren bis 2009 die Stadt Chur, Churwalden, Scheid und Domat/Ems.

## Geschichte
Im an der historischen Transitroute von Chur nach Oberitalien gelegenen, jedoch erst 1149 als Umbilico erwähnt, war Malix Altsiedlungsland der bischöflichen Zehntgrafschaft, Hofbesitz der Klöster St. Luzi in Chur und – 1208 erstmals bezeugt – Churwalden. Die Burg Strassberg an der Septimerroute stammt aus der zweiten Hälfte des 12. Jahrhunderts. Sie befindet auf einem Hügel südlich des Dorfes und diente als Zoll. 1268 erscheint Malix als Nachbarschaft mit eigenen Geschworenen. Als Inhaber der Herrschaft Strassberg werden 1275 die Vazer genannt, nach 1338 die Toggenburger, die Montforter und Matscher. Das aus der Herrschaft entstandene Gericht Churwalden schloss sich 1436 dem Zehngerichtenbund an. 1649 wurden die österreichischen Rechte ausgekauft, die ab 1466 bestanden hatten.
1231 ist erstmals ein Leutpriester in Malix erwähnt, 1307 eine Pfarrei und 1508 die Kirche St. Gallus. 1526 erfolgte der Übertritt zum reformierten Glauben, Ende des 16. Jahrhunderts der Übergang von der rätoromanischen zur deutschen Sprache. Die Einwohner lebten von Viehwirtschaft und Ackerbau sowie vom Durchgangsverkehr. 1834 bis 1840 wurde eine Fahrstrasse angelegt.
Das Maiensässgebiet auf Brambrüesch wurde in der zweiten Hälfte des 20. Jahrhunderts zunehmend touristisch genutzt. Malix gehört mittlerweile zur Churer Agglomeration. Am 1. Januar 2010 schlossen sich die damaligen Gemeinden Churwalden, Malix und Parpan zu einer einzigen Gemeinde zusammen, die den Namen Churwalden trägt.

## Wappen
| Wappen von Malix | Blasonierung: «In Blau goldene Ähre mit Halm, beseitet von zwei sechsstrahligen goldenen Sternen»                                                                                                  |
| Wappen von Malix | Die Ähre erinnert an den für Malix charakteristischen Getreidebau, die beiden Sterne verweisen auf die Zugehörigkeit zum Kreis Churwalden, und die Farben sind diejenigen des Zehngerichtenbundes. |

## Bevölkerung
| Bevölkerungsentwicklung | Bevölkerungsentwicklung | Bevölkerungsentwicklung | Bevölkerungsentwicklung | Bevölkerungsentwicklung | Bevölkerungsentwicklung | Bevölkerungsentwicklung |
| ----------------------- | ----------------------- | ----------------------- | ----------------------- | ----------------------- | ----------------------- | ----------------------- |
| Jahr                    | 1623                    | 1850                    | 1900                    | 1950                    | 2000                    | 2009                    |
| Einwohner               | 375                     | 426                     | 340                     | 450                     | 663                     | 731                     |

## Wirtschaft und Verkehr
Bildeten früher Ackerbau und Viehzucht das wirtschaftliche Fundament, so hat sich Malix seit 1950 zu einer beliebten Wohngemeinde entwickelt, wozu die verkehrsgünstige Lage zwischen der Kantonshauptstadt Chur und dem bekannten Sport- und Freizeitort Lenzerheide massgeblich beiträgt. Im Ort selbst gab es 27 Arbeitsplätze in der Land- und Forstwirtschaft, 26 im gewerblichen Bereich und 85 im Dienstleistungssektor (Stand 2000/01).
Auf Malixer Gemeindegebiet liegt die Fontana-Bildungsstätte für Gehörlose.
Die Gemeinde ist durch die Postautolinie Chur–Lenzerheide ans Netz des öffentlichen Verkehrs angeschlossen.

### Tourismus
Zum touristischen Zentrum der Gemeinde hat sich die auf 1500 bis 1600 m ü. M. nordwestlich des Dorfkerns gelegene frühere Maiensässzone Brambrüesch entwickelt. Sie ist seit 1957 von Chur per Luftseilbahn rasch zu erreichen und bietet diverse Wintersportmöglichkeiten, wobei sich das Skigebiet am Dreibündenstein bis auf fast 2200 m erstreckt. Die Seilbahn wurde im Sommer/Herbst 2006 erneuert.

## Sehenswürdigkeiten
Die spätgotische reformierte Kirche erhielt 1515 ihre heutige Gestalt mit netzgewölbtem Chor und spitzem Turmhelm. Von der Burg Strassberg haben sich der Turm sowie Reste der Umfassungsmauer erhalten.

## Persönlichkeiten
- Luzius Raschein (1831–1899), Landwirt, Jurist und Politiker
- Paul Raschein (1864–1935), Sohn von Luzius Raschein und ebenfalls Landwirt, Jurist und Politiker